# 弗雷歇导数
数学中，弗雷歇导数是在赋范向量空间上定义的导数。这个名称得自法国数学家莫里斯·弗雷歇，通常用于将单个实变量的实值函数的导数推广到多个实变量的向量值函数的情况，并且用于定义变分法中广泛应用的泛函导数。
一般来说，它将导数的概念从实值函数的一维情况推广到赋范空间上的函数。弗雷歇导数应与加托导数相对比，后者是经典方向导数的推广。
弗雷歇导数在数学分析和物理科学中的非线性问题中有广泛应用，特别是在变分法、非线性分析和非线性泛函分析中。

## 定义
设 {\displaystyle V} 和 {\displaystyle W} 是赋范向量空间，并且有开集 {\displaystyle U\subseteq V} 。一个映射 {\displaystyle f:U\to W} 称为是在 {\displaystyle x\in U} 「弗雷歇可微」的，若存在有界线性算子 {\displaystyle A:V\to W} 使得{\displaystyle \lim _{\|h\|\to 0}{\frac {\|f(x+h)-f(x)-Ah\|_{W}}{\|h\|_{V}}}=0.}这里的极限是指通常意义上的度量空间函数极限（参见度量空间上的函数和极限点）， {\displaystyle V} 和 {\displaystyle W} 充当了两个度量空间，上面的表达式则作为从 {\displaystyle V} 中取值的 {\displaystyle h} 的函数。因此，对于 {\displaystyle V} 中非零元素构成的、收敛到零向量（ {\displaystyle h_{n}\to 0} ）的任一序列 {\displaystyle \langle h_{n}\rangle _{n=1}^{\infty }} ，上面的极限都存在。等价地，以下一阶展开式成立：{\displaystyle f(x+h)=f(x)+Ah+o(h),}其中{\displaystyle o}是小o符号。一旦存在这样一个运算符 {\displaystyle A} ，它将是唯一的，所以我们将其记作 {\displaystyle A\triangleq Df(x)} 并称其为 {\displaystyle f} 在 {\displaystyle x} 处的「弗雷歇导数」。
考虑在 {\displaystyle U} 中任意一点上都弗雷歇可微的 {\displaystyle f} ，若映射{\displaystyle Df:U\to B(V,W):x\mapsto Df(x)}是连续的（其中 {\displaystyle B(V,W)} 表示 {\displaystyle V} 到 {\displaystyle W} 的全体有界线性算子构成的空间），那么称 {\displaystyle f} 是 {\displaystyle C^{1}} 的。注意这与要求「各点 {\displaystyle x\in U} 处的弗雷歇导数 {\displaystyle Df(x):V\to W} 都连续」是不同的（有界性和连续性往往等价，这时这一点已得到保证而无需再做要求）。
弗雷歇导数是实函数 {\displaystyle f:\mathbb {R} \to \mathbb {R} } 的普通导数的一个推广。 {\displaystyle \mathbb {R} } 到 {\displaystyle \mathbb {R} } 的线性映射不过是乘上一个实数罢了，此例的弗雷歇导数 {\displaystyle Df(x)} 就是函数 {\displaystyle t\mapsto f'(x)t} 。

## 性质
在一点弗雷歇可微的映射在该点连续。
弗雷歇导数是以下意义上的线性运算：设 {\displaystyle f:V\to W} 和 {\displaystyle g:V\to W} 是在 {\displaystyle x} 可微的两个映射， {\displaystyle c} 是一个标量（实数或复数），则弗雷歇导数具有以下性质：
{\displaystyle D(cf)(x)=cDf(x)}{\displaystyle D(f+g)(x)=Df(x)+Dg(x).}
链式法则在这种意义上仍然有效：如果 {\displaystyle f:U\to Y} 在 {\displaystyle x\in U} 可微且 {\displaystyle g:Y\to W} 在 {\displaystyle y=f(x)} 可微，那么它们的复合 {\displaystyle g\circ f} 可微于 {\displaystyle x} ，且这个导数是前述导数的复合：{\displaystyle D(g\circ f)(x)=Dg(f(x))\circ Df(x).}

## 有限维情况
有限维空间中的弗雷歇导数就是通常的导数。特别地，它的坐标表示就是雅可比矩阵。
考虑 {\displaystyle \mathbb {R} ^{n}} 的开子集 {\displaystyle U} 上的映射 {\displaystyle f:U\subseteq \mathbb {R} ^{n}\to \mathbb {R} ^{m}} ，如果 {\displaystyle f} 在一点 {\displaystyle a\in U} 处是弗雷歇可微的，那么它的导数是{\displaystyle {\begin{cases}Df(a):\mathbb {R} ^{n}\to \mathbb {R} ^{m}\\Df(a)(v)=J_{f}(a)v\end{cases}}}其中 {\displaystyle J_{f}(a)} 表示 {\displaystyle f} 在 {\displaystyle a} 处的雅可比矩阵。
此外， {\displaystyle f} 的偏导数由{\displaystyle {\frac {\partial f}{\partial x_{i}}}(a)=Df(a)(e_{i})=J_{f}(a)e_{i}}给出，其中 {\displaystyle \left\{e_{i}\right\}} 是 {\displaystyle \mathbb {R} ^{n}} 的典范基。由于导数是线性函数，对于任一向量 {\displaystyle h\in \mathbb {R} ^{n}} ，可以定义 {\displaystyle f} 沿 {\displaystyle h} 的方向导数{\displaystyle Df(a)(h)=\sum _{i=1}^{n}h_{i}{\frac {\partial f}{\partial x_{i}}}(a).}
如果所有偏导数 {\displaystyle f} 都存在且连续，那么 {\displaystyle f} 是弗雷歇可微的（也是 {\displaystyle C^{1}} 的）。反之则不然，例如函数{\displaystyle f(x,y)={\begin{cases}(x^{2}+y^{2})\sin \left((x^{2}+y^{2})^{-1/2}\right)&(x,y)\neq (0,0)\\0&(x,y)=(0,0)\end{cases}}}在 {\displaystyle (0,0)} 是弗雷歇可微的，但没有连续的偏导数。

## 无限维的例子
无限维中最简单（且非平凡）的一个例子是这样一种情况：弗雷歇导数的域为希尔伯特空间 {\displaystyle H} ，且我们所感兴趣的映射是其上的范数 {\displaystyle \|\,\cdot \,\|:H\to \mathbb {R} } 。
首先考虑 {\displaystyle x\neq 0} 的情况，我们可以构造这样一个线性泛函 {\displaystyle D} ，它满足{\displaystyle Dv:=\left\langle v,{\frac {x}{\|x\|}}\right\rangle .}
接下来验证它是 {\displaystyle \|\cdot \|} 在 {\displaystyle x} 处的弗雷歇导数，于是我们考察弗雷歇可微条件中被求极限的表达式：{\displaystyle {\begin{aligned}{\frac {|\|x+h\|-\|x\|-Dh|}{\|h\|}}&={\frac {|\|x\|\|x+h\|-\langle x,x\rangle -\langle x,h\rangle |}{\|x\|\|h\|}}\\[8pt]&={\frac {|\|x\|\|x+h\|-\langle x,x+h\rangle |}{\|x\|\|h\|}}\\[8pt]&={\frac {|\langle x,x\rangle \langle x+h,x+h\rangle -\langle x,x+h\rangle ^{2}|}{\|x\|\|h\|(|\|x\|\|x+h\|+\langle x,x+h\rangle |)}}\\[8pt]&={\frac {\langle x,x\rangle \langle h,h\rangle -\langle x,h\rangle ^{2}}{\|x\|\|h\|(|\|x\|\|x+h\|+\langle x,x+h\rangle |)}}\\&{}\end{aligned}}}利用范数和内积的连续性，我们得到：{\displaystyle {\begin{aligned}\lim _{\|h\|\to 0}{\frac {|\|x+h\|-\|x\|-Dh|}{\|h\|}}&=\lim _{\|h\|\to 0}{\frac {\langle x,x\rangle \langle h,h\rangle -\langle x,h\rangle ^{2}}{\|x\|\|h\|(|\|x\|\|x+h\|+\langle x,x+h\rangle |)}}\\[8pt]&={\frac {1}{2\|x\|^{3}}}\lim _{\|h\|\to 0}{\frac {\langle x,x\rangle \langle h,h\rangle -\langle x,h\rangle ^{2}}{\|h\|}}\\[8pt]&={\frac {1}{2\|x\|^{3}}}\lim _{\|h\|\to 0}\left(\langle x,x\rangle \|h\|-\langle x,h\rangle \left\langle x,{\frac {h}{\|h\|}}\right\rangle \right)\\[8pt]&={\frac {1}{2\|x\|^{3}}}\left(\lim _{\|h\|\to 0}\langle x,x\rangle \|h\|-\lim _{h\to 0}\langle x,h\rangle \left\langle x,{\frac {h}{\|h\|}}\right\rangle \right)\\[8pt]&={\frac {1}{2\|x\|^{3}}}\left(0-\lim _{\|h\|\to 0}\langle x,h\rangle \left\langle x,{\frac {h}{\|h\|}}\right\rangle \right)\\[8pt]&=-{\frac {1}{2\|x\|^{3}}}\left(\lim _{\|h\|\to 0}\langle x,h\rangle \left\langle x,{\frac {h}{\|h\|}}\right\rangle \right)\\[8pt]\end{aligned}}}由于柯西-施瓦茨不等式，式中的内积{\displaystyle \left\langle x,{\frac {h}{\|h\|}}\right\rangle }有上界 {\displaystyle \|x\|} 。又容易注意到 {\displaystyle \lim _{\|h\|\to 0}\langle x,h\rangle =0} ，因此整个极限为零。
接下来我们将展示范数在 {\displaystyle x=0} 处是不可微的，也就是说，不存在有界线性泛函 {\displaystyle D} 使得可微条件中的那个极限为 {\displaystyle 0} 。
令 {\displaystyle D} 是任意一个线性泛函。里斯表示定理表明可以找到某个 {\displaystyle a\in H} 使得 {\displaystyle D} 被 {\displaystyle Dv=\langle a,v\rangle } 唯一地确定，考虑{\displaystyle A(h)={\frac {|\|0+h\|-\|0\|-Dh|}{\|h\|}}=\left|1-\left\langle a,{\frac {h}{\|h\|}}\right\rangle \right|.}为了使范数在 {\displaystyle 0} 处可微，我们必须有{\displaystyle \lim _{\|h\|\to 0}A(h)=0.}我们将证明这对于任意 {\displaystyle a} 都不成立。当 {\displaystyle a=0} 时，显然有 {\displaystyle A(h)=1} 。现在考虑 {\displaystyle a\neq 0} 的情况：如果我们选取 {\displaystyle h} 趋于零的方向为 {\displaystyle -a} （也就是说， {\displaystyle h=t\cdot (-a)} ，其中 {\displaystyle t\to 0^{+}} ），那么 {\displaystyle A(h)=|1+\|a\||>1>0} ，因此至少知道哪怕这个极限存在，也一定不为零。通过进一步考察其他趋向 0 的方式，可以发现这个极限实际上根本不存在。
综上所述，该范数在原点处的弗雷歇导数不存在。这与有限维下的结果是一致的。

## 与加托导数的关系
一个映射 {\displaystyle f:U\subseteq V\to W} 称为是在 {\displaystyle x\in U} 处「加托可微」的，若 {\displaystyle f} 在 {\displaystyle x} 处沿所有方向的方向导数都存在。这意味着存在一个映射 {\displaystyle g:V\to W} 使得{\displaystyle g(h)=\lim _{t\to 0}{\frac {f(x+th)-f(x)}{t}}}其中 {\displaystyle t} 取值自向量空间 {\displaystyle V} 的标量数域（ {\displaystyle t} 通常是实数）。 
如果{\displaystyle f} 在 {\displaystyle x} 是弗雷歇可微的，那么它在此处也是加托可微的，并且 {\displaystyle g} 正是弗雷歇导数所给出的线性算子 {\displaystyle A=Df(x)} 。
然而，并非每个加托可微映射都是弗雷歇可微的。这类似于以下事实：一个函数在某一点的所有方向导数的存在并不能保证此函数在该点的全导数的存在（甚至也不能保证此函数的连续性）。例如，如下定义的具有两个实变量的实值函数 {\displaystyle f} ：{\displaystyle f(x,y)={\begin{cases}{\frac {x^{3}}{x^{2}+y^{2}}}&(x,y)\neq (0,0)\\0&(x,y)=(0,0)\end{cases}}}它在原点 {\displaystyle (0,0)} 连续且加托可微，而它在原点的导数是{\displaystyle g(a,b)={\begin{cases}{\frac {a^{3}}{a^{2}+b^{2}}}&(a,b)\neq (0,0)\\0&(a,b)=(0,0)\end{cases}}}{\displaystyle g} 并非一个线性算子，因此上述函数不是弗雷歇可微的。
更一般地说，对于有以下形式的任何函数 {\displaystyle f(x,y)=g(r)h(\phi )} （其中 {\displaystyle r} 和 {\displaystyle \phi } 是 {\displaystyle (x,y)} 的极坐标），如果 {\displaystyle g} 在 {\displaystyle 0} 处可微且 {\displaystyle h(\phi +\pi )=-h(\phi )} ，那么 {\displaystyle f} 在原点 {\displaystyle (0,0)} 处加托可微。但仅当 {\displaystyle h} 是正弦函数时，加托导数才是线性的、弗雷歇导数才存在。
另一种情况是，如下定义的 {\displaystyle f}{\displaystyle f(x,y)={\begin{cases}{\frac {x^{3}y}{x^{6}+y^{2}}}&(x,y)\neq (0,0)\\0&(x,y)=(0,0)\end{cases}}}在 {\displaystyle (0,0)} 加托可微，其加托导数处处为零，从而是一个线性算子。然而， {\displaystyle f} 在 {\displaystyle (0,0)} 不连续（沿着曲线 {\displaystyle \left(t,t^{3}\right)} 接近原点就可以看出这一点）。因此 {\displaystyle f} 在原点不可能是弗雷歇可微的。
一个更微妙的例子是{\displaystyle f(x,y)={\begin{cases}{\frac {x^{2}y}{x^{4}+y^{2}}}{\sqrt {x^{2}+y^{2}}}&(x,y)\neq (0,0)\\0&(x,y)=(0,0)\end{cases}}}这是一个连续函数，且在 {\displaystyle (0,0)} 处加托可微，此处的加托导数是线性的——该导数总是为零。然而， {\displaystyle f} 不是弗雷歇可微的。如果是的话，它的弗雷歇导数应与其加托导数一致，从而将是零算子 {\displaystyle A=0} ，进而极限{\displaystyle \lim _{\|h\|_{2}\to 0}{\frac {|f((0,0)+h)-f(0,0)-Ah|}{\|h\|_{2}}}=\lim _{h=(x,y)\to (0,0)}\left|{\frac {x^{2}y}{x^{4}+y^{2}}}\right|}必须为零。然而，沿着曲线 {\displaystyle \left(t,t^{2}\right)} 接近原点即可看出这个极限不存在,因为函数值等于{\displaystyle 1/2}而不等于零。
之所以会出现这些情况，是因为加托导数的定义只要求差商沿每个方向单独收敛，而没有对不同方向的收敛速度提出要求。因此，对于给定的收敛目标 {\displaystyle \varepsilon } （参见Ε-δ语言），虽然从每个方向看来，给定点的某邻域中该方向的差商都在 {\displaystyle \varepsilon } 限定的范围内，但是这些邻域对于不同的方向可能是不同的，并且可能存在一系列方向使得这些邻域变为任意小的。如果沿这些方向选择点的序列，则同时考虑所有方向的弗雷歇导数定义中的商可能不会收敛。因此，线性加托导数的存在若要保证弗雷歇导数的存在，还须要求差商在所有方向上一致收敛。
下面的例子仅适用于无穷维情况。设 {\displaystyle X} 是巴拿赫空间， {\displaystyle \varphi } 是 {\displaystyle X} 上一个在 {\displaystyle x=0} 处不连续的线性泛函（参见不连续线性泛函）。令{\displaystyle f(x)=\|x\|\varphi (x).}{\displaystyle f(x)} 在 {\displaystyle x=0} 有加托导数 {\displaystyle 0} 。然而由于极限{\displaystyle \lim _{x\to 0}\varphi (x)}不存在， {\displaystyle f(x)} 不是弗雷歇可微的。

## 高阶导数
若映射 {\displaystyle f:U\to W} 在开集 {\displaystyle U\subset V} 上是弗雷歇可微的，其弗雷歇导数{\displaystyle Df:U\to L(V,W)}是从 {\displaystyle U} 到空间 {\displaystyle L(V,W)} （ {\displaystyle V} 到 {\displaystyle W} 的全体有界线性算子构成的空间）的一个映射。可以定义这个映射本身的弗雷歇导数，即所谓 {\displaystyle f} 的「二阶导数」{\displaystyle D^{2}f:U\to L(V,L(V,W)).}為方便处理二阶导数，注意右侧的空间就是 {\displaystyle V} 到 {\displaystyle W} 的全体连续双线性映射所构成的巴拿赫空间 {\displaystyle L^{2}(V\times V,W)} ，因為若 {\displaystyle \varphi } 是 {\displaystyle L(V,L(V,W))} 的元素，則 {\displaystyle \varphi (x)(y)=\psi (x,y)} 定義了 {\displaystyle L^{2}(V\times V,W)} 中的元素 {\displaystyle \psi } 與 {\displaystyle \varphi } 对应，反之亦然。（一个关于 {\displaystyle x} 线性的映射 {\displaystyle \varphi } 若满足 {\displaystyle \varphi (x)} 关于 {\displaystyle y} 线性，那么它和对 {\displaystyle x} 和 {\displaystyle y} 具有双线性的 {\displaystyle \psi } 是一样的。）
可以再求{\displaystyle D^{2}f:U\to L^{2}(V\times V,W)}的弗雷歇导数来得到「三阶导数」，其在每个点将给出一个「三线性映射」，依此类推。 {\displaystyle n} 阶导数{\displaystyle D^{n}f:U\to L^{n}(V\times V\times \cdots \times V,W),}在每一点处都将是一个连续多重线性映射。递归地，一个映射 {\displaystyle f} 在 {\displaystyle U} 上 {\displaystyle n+1} 次弗雷歇可微的条件是：它在 {\displaystyle U} 上 {\displaystyle n} 次弗雷歇可微，并且对于任一 {\displaystyle x\in U} 都存在一个连续的 {\displaystyle n+1} 重线性映射 {\displaystyle A} 使得极限{\displaystyle \lim _{h_{n+1}\to 0}{\frac {\left\|D^{n}f\left(x+h_{n+1}\right)(h_{1},h_{2},\ldots ,h_{n})-D^{n}f(x)(h_{1},h_{2},\ldots ,h_{n})-A\left(h_{1},h_{2},\ldots ,h_{n},h_{n+1}\right)\right\|}{\left\|h_{n+1}\right\|}}=0}对取值于 {\displaystyle V} 的有界子集中的 {\displaystyle h_{1},h_{2},\ldots ,h_{n}} 一致收敛。这时， {\displaystyle A} 就是 {\displaystyle f} 在 {\displaystyle x} 处的 {\displaystyle (n+1)} 阶弗雷歇导数。
此外，我们可以将空间{\displaystyle L^{n}\left(V\times V\times \cdots \times V,W\right)} 等价为 {\displaystyle L\left(\bigotimes _{j=1}^{n}V_{j},W\right)} ，而其成员 {\displaystyle f\left(x_{1},x_{2},\ldots ,x_{n}\right)=f\left(x_{1}\otimes x_{2}\otimes \cdots \otimes x_{n}\right)} ，从而将弗雷歇导数视为一个普通的线性映射。

## 弗雷歇偏导数
通常的偏导数是为以下形式的函数定义的 {\displaystyle f:\mathbb {R} ^{n}\to \mathbb {R} } 。而在本节中，我们会将其推广到映射的域和目标空间（到达域）是任意（实的或复的）巴拿赫空间的情况。设 {\displaystyle V_{1},\ldots ,V_{n}} 和 {\displaystyle W} 是（具有相同的标量域的）巴拿赫空间，其上有一点 {\textstyle a=\left(a_{1},\ldots ,a_{n}\right)\in \prod _{i=1}^{n}V_{i}} ，对于映射 {\textstyle f:\prod _{i=1}^{n}V_{i}\to W} ，若函数{\displaystyle \varphi _{i}:V_{i}\to W:x\mapsto f(a_{1},\ldots ,a_{i-1},x,a_{i+1},\ldots a_{n})}在点 {\displaystyle a_{i}} 是弗雷歇可微的，那么称 {\displaystyle f} 在点 {\displaystyle a} 有第 {\displaystyle i} 偏导数 {\displaystyle \partial _{i}f(a):=D\varphi _{i}(a_{i})} 。注意 {\displaystyle \partial _{i}f(a)} 是一个 {\displaystyle V_{i}} 到 {\displaystyle W} 的线性变换。启发式地说，假定 {\displaystyle f} 在 {\displaystyle a} 有第 {\displaystyle i} 偏导数，固定所有 {\displaystyle a_{j}(j\neq i)} 而只改变 {\displaystyle a_{i}} 时 {\displaystyle f} 的变化量被偏导数 {\displaystyle \partial _{i}f(a)} 线性地逼近了。我们可以用小o符号将其表达为{\displaystyle f(a_{1},\ldots ,a_{i}+h,\ldots a_{n})-f(a_{1},\ldots ,a_{n})=\partial _{i}f(a)(h)+o(h).}

## 推广到拓扑向量空间
弗雷歇导数的概念可以推广到任意拓扑向量空间 {\displaystyle X} 和 {\displaystyle Y} 。令 {\displaystyle U} 是 {\displaystyle X} 的一个包含原点的开子集，而映射{\displaystyle f:U\to Y} 满足 {\displaystyle f(0)=0} ，我们将先定义「该映射的导数为 0 意味着什么」。如果：对于每个 0 的开邻域 {\displaystyle W\subseteq Y} ，存在一个 0 的开邻域 {\displaystyle V\subseteq X} 和一个函数 {\displaystyle o:\mathbb {R} \to \mathbb {R} } 使得{\displaystyle \lim _{t\to 0}{\frac {o(t)}{t}}=0,}且对于原点的某个邻域内的所有 {\displaystyle t} 都有 {\displaystyle f(tV)\subseteq o(t)W} ，那么称 {\displaystyle f} 与 0 相切。
现在可以除去 {\displaystyle f(0)=0} 这个限定了。 {\displaystyle f} 在一点 {\displaystyle x_{0}\in U} 弗雷歇可微，若：存在连续线性算子 {\displaystyle \lambda :X\to Y} 使得映射 {\displaystyle h\mapsto f(x_{0}+h)-f(x_{0})-\lambda h} 与 0 相切。(Lang p. 6)
如果弗雷歇导数存在，那么它就唯一。此外，加托导数也必然存在且等于弗雷歇导数，也就是说{\displaystyle \forall v\in X,\quad \lim _{\tau \to 0}{\frac {f(x_{0}+\tau v)-f(x_{0})}{\tau }}=f'(x_{0})v,}其中 {\displaystyle f'(x_{0})} 是弗雷歇导数。在一点处弗雷歇可微的函数必然在该点连续，并且弗雷歇可微函数之和或其标量倍数也是可微的，因此在一点处弗雷歇可微的函数所构成的空间是在该点连续的函数的子空间。链式法则、乘积法则仍可成立，只要：拓扑向量空间 {\displaystyle Y} 也是一个代数，而其乘法是连续的。